# 上林山榮吉
上林山荣吉（日语：上林山 榮吉/かんばやしやま えいきち，1904年10月18日—1971年8月10日），是日本的政治家。

## 生平
曾担任佐藤荣作时期的防衛大臣，1966年因黑雾事件而饱受批评。